# Khusugtun
Khusugtun (mongol cyrillique : Хөсөгтөн хамтлаг, Khösögtön khamtlag, littéralement : groupe Khusugtun, le nom de ce groupe provenant du хөсөг, khösög, chariot, « il représente un moyen pour le groupe de représenter le transport de la culture et de l'art ») est un groupe de musique traditionnelle mongole, originaire de Mongolie. Il utilise des instruments traditionnels acoustiques mongols comme le morin khuur et pratique le khöömii, chant diphonique.

## Récompenses
- Grand-Prix de la catégorie Ensemble de khöömii au symposium et festival international de chant de gorge, Mongolie, mai 2009 [2] ;
- Médaille d'or dans la catégorie A Cappella, aux 3e jeux olympiques de la culture mondiale en Corée, septembre 2009 [2] ;
- Grand-Prix au 4e festival international de chant de gorge en Russie, octobre 2009 [2] ;
- Représenté au festival Voix de Singapour en 2013 [2],[3]
- 2e prix au programme « Asia's Got Talent » en 2015[4].

## Autres
Ils ont interprété leur morceau « Mongol » (монгол) pour l'ouverture du programme « Grassland » (steppe en anglais) de la BBC.
Ils sont également les interprètes de « Ээжээ би харьж явна » (Èèžèè bi har’ž âvna), de la bande originale du dessin animé Chingis Khaan, sur la vie de Gengis Khan,.

## Composition du groupe
Le groupe est composé de :
- Ariunbold Dashdorj (Ari), né en 1976 à Oulan-Bator, chef du groupe, morin khuur, khöömii, guitariste, compositeur ;
- Batzorig Vaanchig (Zorigoo), né en 1977 dans le sum de Galuut, aïmag de Bayankhongor, morin khuur, khöömii, il est également professeur de musique ;
- Amarbayasgalan Chovjoo (Amaraa), née en 1985 dans le sum de Bulgan, aïmag de Khovd, yatga (cithare mongole), également enseignante à l'Université mongole de culture et d'art, et soliste de l'ensemble national mongol de l'académie de chant et dance ;
- Chuluunaatar Oyungerel (Chuka), né en 1989 à Oulan-Bator, morin khuur, khöömii ;
- Ulambayar Khurelbaatar (Uugaa), né en 1989 à Oulan-Bator, violoncelle, tovshuur (luth mongol) et khöömeii ;
- Adiyadorj Gombosuren (Adiya), né en 1981 à Oulan-Bator, baga (fifre mongol), khöömii et percussion, également critique d'art et enseignant à l'Université nationale de Mongolie.

## Musicographie
Parmi les titres les plus connus interprétés par le groupe, certains de ceux-ci sont des classiques, on peut citer :
- « Алтаргана » (ᠠᠯᠲᠠᠷᠭᠠᠨ᠎ᠠ , Altargana, littéralement : « buisson », classique du folklore bouriate) ;
- « Тэс голын магтаал » (Tes golin magtaal, « Éloge à la rivière Tes ») ;
- « Торгууд нута » (Torguud nuta) ;
- « Алтан хараацай » (Altan kharaatsai, « Hirondelle dorée ») ;
- « Монгол » (Mongol).
- « Самгалдай » (Samgaldai).
- « 12 жил » (12 khil, « 12 années »).
- « Торой Банди » (Toroi bandi, référence à une bande mongole proche de celle de Robin des bois).